# 옆집사람
《옆집사람》은 2022년에 개봉한 대한민국의 영화이다.

## 캐스팅
- 오동민 : 찬우 역
- 최희진
- 이정현